# Alfred Józef Potocki
Alfred Józef Potocki, gróf, (Łańcut, 1817. július 29. – Párizs, 1889. május 18.) osztrák államférfi.

## Életpályája
Lengyel nemesi családból származott. Előbb a diplomáciai pályán működött, majd (1861-ben) az urak házába lépett, ahol a lengyelek és a kormány között a közvetítő szerepére vállalkozott. 1867. december 30-án mint I. Ferenc József bizalmi embere a polgárminisztériumban a földművelésügyi tárcát vállalta. Mint a föderalizmus híve, a csehekkel való kibékülést sürgette és amikor a minisztérium kebelében e kérdés miatt az összetartás felbomlott, Potocki Eduard Taafféval és Johann Nepomuk Bergerrel külön memorandumban tolmácsolta nézeteit a császár előtt. De mert a képviselőház és az urak háza a cseh követeléseket nem tartotta kielégíthetőknek, a császár Potockit és társait 1870. január 15-én elbocsátotta. Három hónap múltával, áprilisban Potockit miniszterelnökké nevezte ki. Potocki a gróf Richard Belcredi-féle federalisztikus rendszer megújítását kísérelte meg, de nem rendelkezett parlamentáris többséggel, a német fegyverek diadalainak hatása alatt és azonfelül id. Andrássy Gyula gróf magyar miniszterelnök ellenzése mellett nem tarthatta magát állásában: 1870. november 23-án beadta lemondását, amelyet a császár 1871. február 7-én végleg elfogadott.